# Подвійний негатив
Подвійний негатив (англ. Double Negative) — канадський трилер 1980 року, також відомий під назвою «Смертельний компаньйон» (англ. Deadly Companion).

## Сюжет
Фотограф Майкл Тейлор знаходиться в психіатричній лікарні, бо після того як він повернувся з небезпечного завдання на Близькому Сході він знайшов свою дружину зґвалтованою і вбитою. Його коханці Паулі Вест вдається звільнити Майкла, а потім вона наймає приватного детектива, щоб стежити за ним. Проблема виникає, коли коханець покійної дружини, який знає правду про те, як вона померла, хоче деяку винагороду за його мовчання.

## У ролях
- Майкл Саразін — Майкл Тейлор
- Сьюзен Кларк — Паула Вест
- Ентоні Перкінс — Лоуренс Майлс
- Говард Дафф — Лестер Гарлен
- Кейт Рід — місіс Свенскут
- Ел Воксмен — Деллассандро
- Елізабет Шепард — Франсес
- Кеннет Велш — доктор Кліфтер
- Кен Джеймс — редактор
- Лі Брокер — бармен
- Джон Кенді — Джон
- Дуглас Кемпбелл — Вокер
- Морі Чайкін — Роллінс
- Джон Фрізен — водій вантажівки
- Джо Флаерті — Роджер
- Девід Гарднер — Каннінгем
- Рон Гартман — Говелл
- Майкл Айронсайд — Едгар
- Юджин Леві — Метт
- Кейт Лінч — стюардеса
- Сабіна Мейделл — Пенелопа
- Боб Макгейді — електрик
- Гетер Маккей — Сквош Про
- Кетрін О'Хара — Джудіт
- Піта Олівер — Лоррейн
- Вівіан Ракофф — доктор Райт
- Дейв Томас — Гауї
- Боб Ворнер — детектив

в титрах не вказані
- Чарльз Денніс — репортер у редакції газети
- Томмі Кінг — хлопець хокеїст